# Calyptra sodalis
Calyptra sodalis är en fjärilsart som beskrevs av Butler 1878. Calyptra sodalis ingår i släktet Calyptra och familjen nattflyn. Inga underarter finns listade i Catalogue of Life.